# Distrito electoral de Florence (condado de Douglas, Nebraska)
Florence (en inglés: Florence Precinct) es un distrito electoral ubicado en el condado de Douglas en el estado estadounidense de Nebraska. En el Censo de 2010 tenía una población de 1675 habitantes y una densidad poblacional de 69,47 personas por km².

## Geografía
Florence se encuentra ubicado en las coordenadas 41°22′5″N 95°58′37″O / 41.36806, -95.97694. Según la Oficina del Censo de los Estados Unidos, Florence tiene una superficie total de 24.11 km², de la cual 23.58 km² corresponden a tierra firme y (2.19%) 0.53 km² es agua.

## Demografía
Según el censo de 2010, había 1675 personas residiendo en Florence. La densidad de población era de 69,47 hab./km². De los 1675 habitantes, Florence estaba compuesto por el 94.51% blancos, el 1.31% eran afroamericanos, el 0.06% eran amerindios, el 1.31% eran asiáticos, el 0.06% eran isleños del Pacífico, el 1.19% eran de otras razas y el 1.55% pertenecían a dos o más razas. Del total de la población el 2.09% eran hispanos o latinos de cualquier raza.